# Бустос, Фабрисио
Фабрисио Бустос Сеин (исп. Fabricio Bustos Sein; род. 28 апреля 1996, Укача, Кордова) — аргентинский футболист, защитник клуба «Интернасьонал». Выступал за сборную Аргентины.

## Клубная карьера
Бустос — воспитанник клуба «Индепендьенте». 5 декабря 2016 года в матче против «Ривер Плейт» он дебютировал в аргентинской Примере. 8 мая 2017 года в поединке против «Ньюэллс Олд Бойз» Фабрисио забил свой первый гол за «Индепендьенте». В том же году он помог клубу завоевать Южноамериканский кубок.
В январе 2022 года Бустос перешёл в бразильский «Интернасьонал».

## Международная карьера
В 2013 года Бустос в составе юношеской сборной Аргентины принял участие в домашнем юношеском чемпионате Южной Америки. На турнире он сыграл в матчах против Уругвая, Колумбии, Перу, Бразилии, а также дважды Венесуэлы и Парагвая.
23 марта 2018 года в товарищеском матче против сборной Италии Бустос дебютировал за сборную Аргентины.

## Достижения
Командные
«Индепендьенте»
- Обладатель Южноамериканского кубка — 2017
- Обладатель Кубка банка Суруга (1): 2018

Международные
Аргентина (до 17)
- Чемпионат Южной Америки по футболу среди юношеских команд — 2013